# Idrisowo (rejon saławatski)
Idrisowo (ros. Идрисово; baszk. Иthoughрис, İźris) – wieś (dieriewnia) w Rosji, w rejonie saławatskim Baszkortostanu. W 2010 liczyła 151 mieszkańców.